# Frente Democrática do Povo
A Frente Democrática do Povo (FDP) é uma organização política peruana de extrema esquerda construída por membros da organização terrorista Movimento Revolucionário Túpac Amaru (MRTA) e simpatizantes. O FDP está sendo liderado por Luis Gordon Iglesias, que estava preso pelo crime de terrorismo. Bernardo Roque, coordenador de Revista Túpac Amaru e Gabriel Vásquez. Seus integrantes apoiam o marxismo-leninismo, além de demonstrar admiração por Che Guevara e à figura de Túpac Amaru II.
O FDP tem reivindicado as ações e figuras do MRTA. Em 17 de dezembro do 2016, o FDP junto com o coletivo Esquerda Guevarista de Chile fizeram homenagens aos terroristas que faleceram na  Operação Chavín de Huántar. Em 24 de abril de 2017 o FDP prestou solidariedade e homenagem a Néstor Cerpa Cartolini. Durante as eleições presidenciais do 2021, o FDP anunciou seu apoio ao candidato Pedro Castillo.

## Veja-se também
- Época de terrorismo no Peru
- Movimento Revolucionário Túpac Amaru
- Filhos de Peru
- ML-19
- Pátria Livre
- Guevarismo
- MOVADEF
- Forças Armadas Revolucionárias - Exército Popular Tupacamarista